# Мочадла (Ліпновський повіт)
Мочадла (пол. Moczadła, нім. Motzenbruch) — село в Польщі, у гміні Скемпе Ліпновського повіту Куявсько-Поморського воєводства.
Населення — 222 особи (2011).
У 1975-1998 роках село належало до Влоцлавського воєводства.

## Демографія
Демографічна структура станом на 31 березня 2011 року:
|          | Загалом | Допрацездатний вік | Працездатний вік | Постпрацездатний вік |
| -------- | ------- | ------------------ | ---------------- | -------------------- |
| Чоловіки | 95      | 25                 | 65               | 5                    |
| Жінки    | 127     | 32                 | 72               | 23                   |
| Разом    | 222     | 57                 | 137              | 28                   |